# Mariama Ndao
Pour les articles homonymes, voir Ndao.
Mariama Ndao, née le 26 mai 1988, est une judokate sénégalaise.

## Carrière
Elle est médaillée de bronze en moins de 52 kg et par équipes aux Championnats d'Afrique de judo 2013 à Maputo.